# Битва за Хартум (2023)
Битва за Хартум — це триваюча битва за контроль над Хартумом, столицею Судану, між воєнізованими Силами швидкого реагування (RSF) і Збройними силами Судану. Битва почалася 15 квітня 2023 року після того, як RSF нібито захопили міжнародний аеропорт Хартума, кілька військових баз і президентський палац, поклавши початок серії зіткнень, які переросли в конфлікт.
Спочатку повідомлялося, що напруга в Хартумі та Мерове зросла 13 квітня 2023 року, коли були мобілізовані сили RSF. У відповідь збройні сили Судану виступили із заявою, в якій говориться, що «існує ймовірність протистояння між силами SAF і RSF», що викликає побоювання ширшого конфлікту. Увечері 14 квітня 2023 року сили RSF напали на міжнародний аеропорт Хартума, військову базу та президентський палац. Бойові дії поширилися з Хартума на його передмістя, насамперед Омдурман, де його міст на Білому Нілі був в основному захоплений силами RSF.
Станом на 28 квітня в Хартумі було більше ніж 500 загиблих серед цивільного населення; деякі з них були іноземцями, 1 громадянин Індії та 1 громадянин США, які, як було підтверджено, були американцем суданського походження, який подорожував зі своєю родиною.

## Хронологія

### 15 квітня 2023

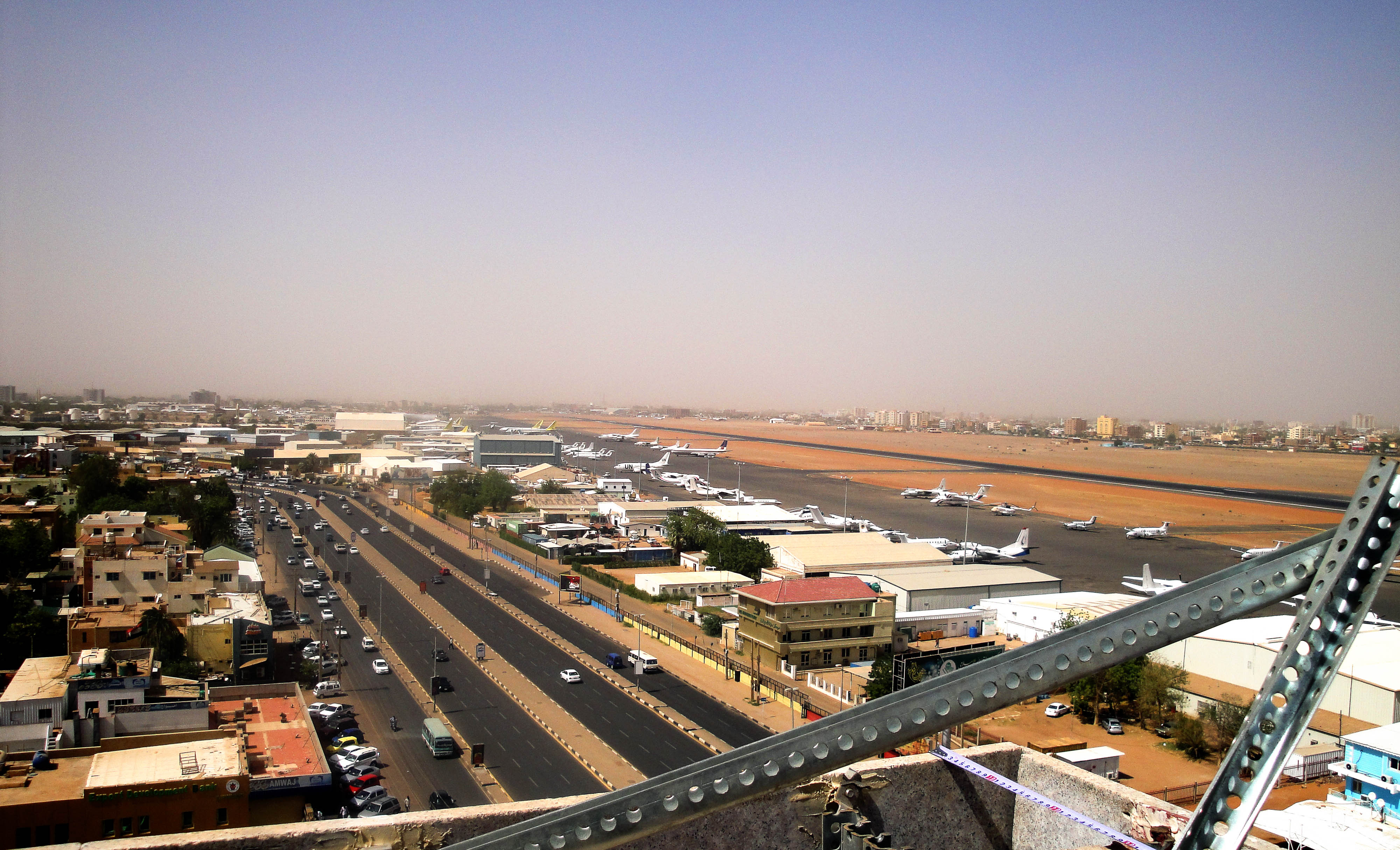
Міжнародний аеропорт Хартума, де було повідомлено про перші атаки 15 квітня 2023 року, зараз окупований силами RSF.

Рано вранці 15 квітня 2023 року сили швидкого реагування розпочали серію штурмів ключових будівель у Хартумі, насамперед Міжнародного аеропорту Хартум. Повідомляється, що під час атаки на аеропорт було здійснено напад на саудівський літак, який прибував до аеропорту, але втрат серед пасажирів і екіпажу немає. Також захопили президентський палац, резиденцію колишнього президента Судану Омара аль-Башира, і атакували військову базу. Користувачі Facebook Live і Twitter задокументували політ ВПС Судану над містом і нанесення ударів по цілям; Збройні сили Судану здійснили кілька повітряних атак по силам швидкого реагування. Мохамед Хамдан Дагало, командир, стверджував, що Збройні сили Судану контролюють більшість урядових будівель міста; однак це заперечував генерал Абдель Фаттах аль-Бурхан, де-факто лідер суданського уряду.

### 16 квітня 2023
16 квітня 2023 року Збройні сили заявили, що повторно захопили президентський палац; Це було заперечено представниками сил швидкого реагування, які опублікували в Twitter відео про їх постійну присутність у палаці серед триваючих боїв. Сили швидкого реагування також заперечують заяви про те, що кілька будівель були захоплені збройними силами. Al Jazeera та Outlook India також повідомили про широкомасштабні бої в Омдурмані, місті-побратимі Хартума. Всесвітня продовольча програма також оголосила про вихід з Хартума через загибель трьох співробітників ВПП під час боїв у місті.

### 17 квітня 2023
17 квітня 2023 року уряд Судану оголосив про закриття всього повітряного простору Судану, який спочатку обмежувався лише повітряним простором Хартума. Ейдан О'Хара, посол Європейського Союзу в Судані, зазнав нападу в своєму будинку в Хартумі, де він переховувався. ЄС оголосив напад «грубим порушенням Віденської конвенції 1961 року». Генерал аль-Бурхан оголосив Сили швидкої підтримки «групою повстанців» і наказав про їх загальнонаціональний розпуск. Сили швидкого реагування також взяли в облогу та обстріляли велику лікарню в місті.

### 18 квітня 2023
Оскільки пізніше того дня було оголошено про початок припинення вогню, запеклі бої в Хартумі тривали: військові літаки пролітали через столицю, завдаючи ударів по цілях. Сили швидкого реагування використовували системи ППО та важку артилерію для відбиття атак. Репортери повідомили, що озброєний персонал увійшов до кількох лікарень у Хартумі. Медичні заклади також повідомили про нестачу медичного персоналу, електроенергії та води.

### 19 квітня 2023
У Хартумі тривали бої біля штабу армії, президентського палацу та аеропорту із застосуванням важкого озброєння. Суданська армія заявила, що зазнала нападу з боку протианикк у своєму головному штабі, але відбила атаку, завдавши «важких втрат», які, як повідомляється, залишили 24 наземних крейсера, і закликала їх здатися, пообіцявши помилування членам хто так зробив. Спостерігачі встановили, що армія контролює доступ до Хартума та намагається перекрити шляхи постачання бійцям Сил швидкого реагування. Свідки кажуть, що армійське підкріплення було стягнено з-за східного кордону з Ефіопією.
Коли було оголошено про початок чергового припинення вогню о 18:00 за місцевим часом, повідомлялося, що бої в основному вщухли навколо аеропорту Хартума, але продовжували бути інтенсивними навколо Президентського палацу, штабу армії та в районі Джабра на заході Хартума. де знаходилися будинки лідера Дагало та його родини. Повідомляється, що бої тривали через кілька хвилин після початку перемир'я.

### 20 квітня 2023
Сили швидкого реагування заявили, що відбили атаку збройних сил Судану на свої позиції в Омдурмані вранці, незважаючи на перемир'я, збивши при цьому два гелікоптери. Повідомляється, що сили швидкого реагування, які наближалися до Хартума, були заблоковані авіацією та наземними силами ЗС Судану. Повідомлялося, що тисячі мирних жителів Хартума покинули місто, головним чином до Чаду, куди, за оцінками, перейшли близько 20 000 біженців з усієї країни.

### 21 квітня 2023
З'явилися повідомлення про численні жертви. Під час зіткнень в Аль-Обейді та Хартумі загинули щонайменше троє мирних жителів, десятки отримали поранення. У заяві Суданського медичного комітету говориться, що двоє цивільних були вбиті в аеропорту Хартума, а ще один чоловік був застрелений у штаті Північний Кордофан. Того самого дня обидві армії оголосили про припинення вогню на свято Рамазан-байрам після того, як низка країн запропонувала це. Повідомлялося, що перемир'я було порушено після повідомлень про вуличні бої, Аль-Джазіра також повідомила про бої у Північному Хартумі (Бахрі) ще більше розширивши битву.

### 22 квітня 2023
Зіткнення тривали до 22 квітня, повідомлялося про невибіркові обстріли в районах Омбада та Карарі в Хартумі. Бойові дії поширилися за межі центру столиці в райони Хіллат Хамад, Ходжали та Аркавіт. Повідомляється, що Збройні сили Судану готувалися до посилення боїв в Хартумі. Сили швидкого реагування стверджували, що їхні позиції атакували в Бахрі (також відомому як Північний Хартум), імовірно вбивши десятки людей. Також повідомлялося про важкі бої біля президентського палацу та аеропорту, у Хартумі була проведена евакуація кількох дипломатів і громадян кількох різних країн.

### 23 квітня 2023
Зіткнення та вибухи сталися навколо військового штабу та президентського палацу в Хартумі на тлі повідомлень про спроби евакуації іноземних дипломатів, у тому числі Франції, по яких був обстріляний їхній конвой і змушений був повернутися до свого посольства. Судан також повідомив про збій в Інтернеті по всій країні, що погіршило гуманітарну кризу

### 7 червня 2023
Сильна пожежа охопила завод озброєнь під час бурхливих боїв.

### 18 червня 2023
Набуло чинності 72-годинне припинення вогню, яке, за повідомленнями, принесло «затишшя» в боях у Хартумі. За словами посередників із Саудівської Аравії та США, обидві сторони заявили, що утримуватимуться від військових дій і дозволять доставити гуманітарну допомогу.

### 20 червня 2023
Загорілася штаб-квартира суданської розвідки. Збройні сили Судану звинуватили RSF в обстрілі будівлі, в той час як RSF заявили, що її знищення стало результатом атаки безпілотника Збройних сил Судану на позицію RSF.

### 25 червня 2023
Сили швидкого реагування заявили, що захопили штаб-квартиру Центральних резервних сил поліції. Суданські збройні сили заявили, що RSF втратили в бою 400 бійців, тоді як активісти стверджують, що було вбито 14 цивільних осіб.